# Wermelskirchen
Wermelskirchen város Észak-Rajna-Vesztfália tartományban, Remscheidtól délkeletre, Rheinisch-Bergischer járásban. Található itt evangélikus és egy római katolikus templom ill. egy latin iskola.

## Történelem
Wermelskirchen benépesülési története a szászok és frankok 7-10. századi honfoglalásával kezdődött. A 8. és 9. században a szász gyarmattá vált. Az első lejegyzésben 1150-ből származik, ott Werenboldeskirkennek nevezik. 1200-ban román stílusú templom létesült Michaelis-kápolnával a toronyban. 1360 januárjától a hely a Bergi Hercegséghez tartozik és bírósági központ lesz. Közben a Hanza-szövetség felfedezi Wermelskirchen nagyobb jelentőségét az árukereskedelemben a területen felül. 1873. július 2-a óta birtokolja a város címet.

## Címer
A város címere egy ezüst pajzs, ami három részre van osztva. Az első felén (balról) egy tölgyfa, jobb szélén egy hattyú és a középső részén templom van. A felettük ábrázolt falkoszorú a város egyházban betöltött szerepét szimbolizálja.

## Jelentős emberek
- A filmrendező-író Uwe Boll – Egyedül a sötétben és BloodRayne – Az igazság árnyékában rendezője – született itt.
- Carl Leverkus a Bayer nevű német kémiai és gyógyszerészeti társulat alapítója

## Testvértelepülések
- Németország Querbach (Isergebirge) 1964
- Franciaország Loches (Touraine) 1974
- Németország Forst (Lausitz) 1990